# حرائق غابات كولورادو 2020
حرائق غابات كولورادو 2020 كانت سلسلة من حرائق الغابات الكبيرة التي اندلعت في جميع أنحاء ولاية كولورادو الأمريكية كجزء من موسم حرائق الغابات في غرب الولايات المتحدة لعام 2020. مع ما مجموعه 665.454 فدانًا (269300 هكتار) محترق، يعد هذا أكبر موسم حرائق الغابات في كولورادو على الإطلاق.
خلال هذا الموسم أحرق كاميرون بيك فاير 208913 فدانًا، مما جعله أكبر حريق هائل تم تسجيله في ولاية كولورادو بعد أن تجاوز حريق باين جولش، الذي حصل على اللقب قبل سبعة أسابيع. كما تجاوز حجم حريق غولش حريق الشرق المزعج، والذي عندما تم احتواؤه بالكامل في 30 نوفمبر أحرق ما مجموعه 193،812 فدانًا. في المجموع بلغت تكاليف إخماد الحرائق خلال موسم 2020 ما لا يقل عن 266 مليون دولار (2020 دولار أمريكي).